# فیات ۴ اچ‌پی

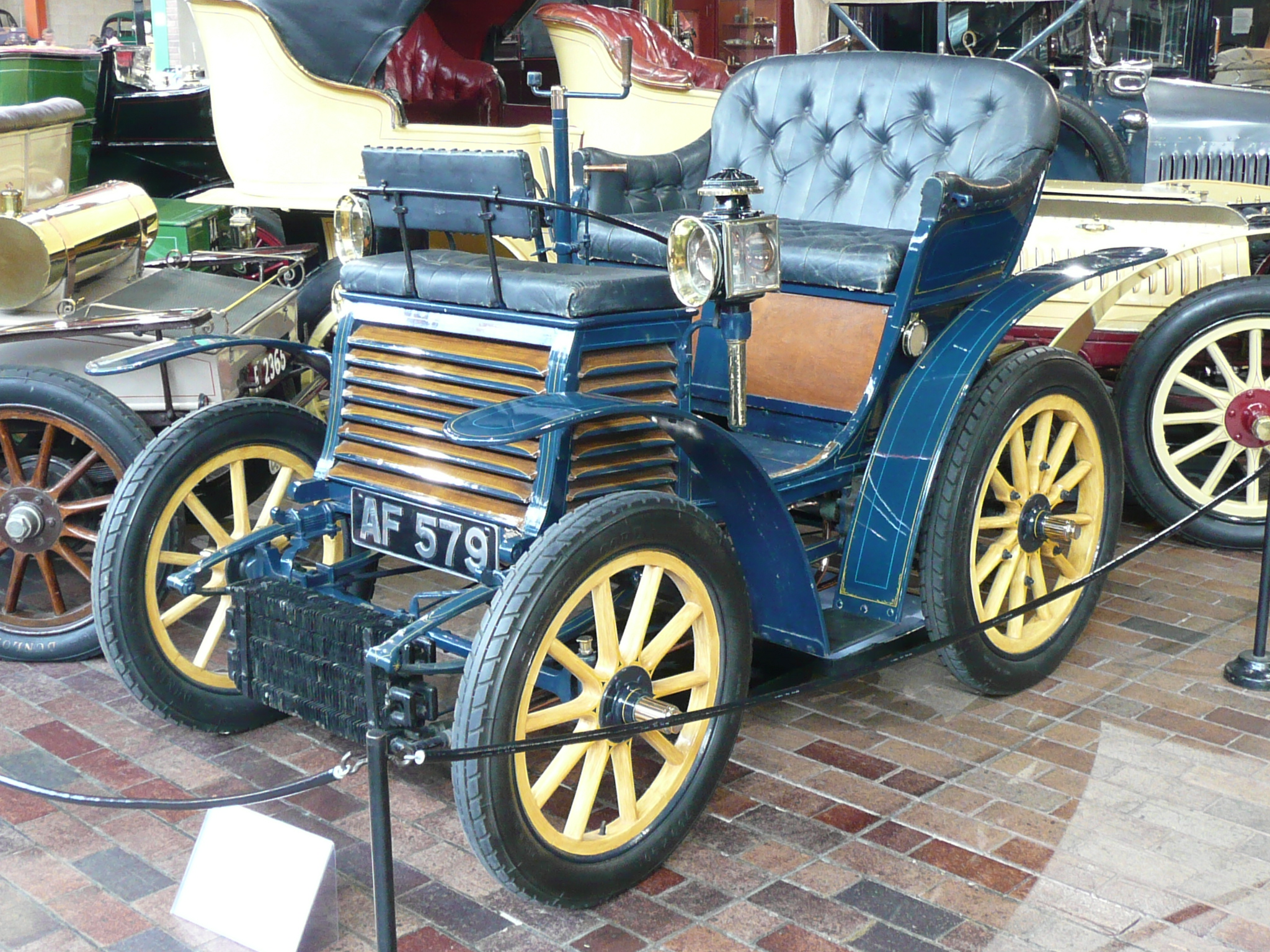

فیات ۴ اچ‌پی (Fiat 4 HP) خودرویی است که در سال‌های ۱۸۹۹ تا ۱۹۰۰ در تورین و ایتالیا تولید شده‌است.
طراحی آن خودروهای موتور عقب-محور عقب بوده طول آن در حالت طبیعی ۲٬۳۰۰ میلیمتر (۹۱ اینچ)، عرض آن در حالت طبیعی ۱٬۴۲۰ میلیمتر (۵۶ اینچ) و ارتفاع آن در حالت طبیعی ۱٬۴۵۰ میلیمتر (۵۷ اینچ) و وزن آن در حالت طبیعی ۶۸۰ کیلوگرم (۱٬۴۹۹ پوند) است.
موتور آن ۶۷۹ سی‌سی سیستم جعبه‌دندهٔ آن ۳ دنده به صورت دستی است.